# کوجی ایشیزاکا
کوجی ایشیزاکا (انگلیسی: Kōji Ishizaka؛ زادهٔ ۲۰ ژوئن ۱۹۴۱) هنرپیشه اهل ژاپن است. وی از سال ۱۹۵۸ میلادی تاکنون مشغول فعالیت بوده‌است.
از فیلم‌هایی که وی در آن نقش داشته‌است، می‌توان به شکست‌ناپذیر، شاهزاده خانمی از ماه و میتو کومون اشاره کرد.